# Vasileios Polymeros
Vasileios Polymeros –en griego, Βασίλειος Πολύμερος– (Volos, 20 de febrero de 1976) es un deportista griego que compitió en remo.
Participó en cuatro Juegos Olímpicos de Verano, entre los años 1996 y 2008, obteniendo dos medallas, bronce en Atenas 2004 y plata en Pekín 2008, en la prueba de doble scull ligero.
Ganó cuatro medallas en el Campeonato Mundial de Remo entre los años 2001 y 2009, y tres medallas en el Campeonato Europeo de Remo entre los años 2007 y 2009.

## Palmarés internacional
| Juegos Olímpicos   | Juegos Olímpicos    | Juegos Olímpicos  | Juegos Olímpicos        |
| Año                | Lugar               | Medalla           | Prueba                  |
| ------------------ | ------------------- | ----------------- | ----------------------- |
| 2004               | Atenas (Grecia)     | Medalla de bronce | Doble scull ligero      |
| 2008               | Pekín (China)       | Medalla de plata  | Doble scull ligero      |
| Campeonato Mundial |                     |                   |                         |
| Año                | Lugar               | Medalla           | Prueba                  |
| 2001               | Lucerna (Suiza)     | Medalla de plata  | Cuatro scull ligero     |
| 2005               | Kaizu (Japón)       | Medalla de oro    | Scull individual ligero |
| 2007               | Múnich (Alemania)   | Medalla de plata  | Doble scull ligero      |
| 2009               | Poznań (Polonia)    | Medalla de plata  | Scull individual ligero |
| Campeonato Europeo |                     |                   |                         |
| Año                | Lugar               | Medalla           | Prueba                  |
| 2007               | Poznań (Polonia)    | Medalla de plata  | Doble scull ligero      |
| 2008               | Maratón (Grecia)    | Medalla de oro    | Doble scull ligero      |
| 2009               | Brest (Bielorrusia) | Medalla de oro    | Doble scull ligero      |